# Angie (Ангеліна Тереннікова)
Angie (раніше — Angelina, справжнє ім'я Ангеліна Максимівна Тереннікова; нар. 1 січня 2006, Житомир, Житомирська область, Україна) — українська співачка. Учасниця шоу «Голос. Діти-5», фіналістка «Дитячого Євробачення» (2019, 2020) та Нацвідбору дорослого «Євробачення» (2022). Лавреатка усеукраїнських та міжнародних конкурсів.

## Життєпис
Ангеліна Тереннікова народилася 1 січня 2006 року в місті Києві.
Навчається у Вишгородській районній гімназії «Інтелект»; вихованка творчої студії «Paradiz».
У 2016 році стала «Міні Міс України Юніор 2016 — Всесвіт».

## Творчість
Пісні пише з 13-ти років.
У червні 2019-го року стала учасницею шоу «Голос. Діти-5» з піснею «Там, де ми є», потрапила в команду Джамали. Кліп із виступом Ангеліни отримав більше пів мільйона переглядів станом на 19 грудня 2022. Згодом вона вибула на етапі боїв.
Опинившись у Швеції, у 2022 році співачка взяла участь у шведському реаліті-шоу талантів «Idol», де розповідала про війну в Україні.
У 2022 році з піснею «Stronger» стала фіналісткою національного відбору пісенного конкурсу «Євробачення 2023».
Після національного відбору на «Євробачення 2023», де посіла 10-те місце, випустила україномовну версію своєї конкурсної пісні, яка отримала назву «Вирій». 
Знаходячись у Швеції продовжувала працювати у студіях запису, змінила сценічне ім'я на «Angie» (раніше — Angelina) та у грудні 2024 року випустила пісню «EVIL» (за участю S4mu). Вже за пів року в червні 2025-го випустила ще одну пісню — «HEART» (за участю Amiray). 

## Дискографія

### Пісні
| Рік  | Назва                      | Автори                                                   |
| ---- | -------------------------- | -------------------------------------------------------- |
| 2019 | «Fly away»                 | Ангеліна Тереннікова, Роман Вереймейчик                  |
| 2022 | «Stronger»                 | Anderz Wrethov, Angelina Terennikova                     |
| 2022 | «Вирій»                    | Anderz Wrethov, Angelina Terennikova                     |
| 2024 | «EVIL» (за участю S4mu)    | Angelina Terennikova, Samuel Quiroz Lilja                |
| 2025 | «HEART» (за участю Amiray) | Amir Mansouri, Angelina Terennikova, Samuel Quiroz Lilja |

## Відзнаки
- гран прі Міжнародного фестивалю «Paradize Holiday 2019» (Греція)[1]
- гран прі Міжнародного фестивалю «Gold Star Fest 2019»[1]
- I місце фестивалю «Сонце за нас 2019»[1]
- II місце конкурсу «Яскраві діти України 2019»[1]
- півфіналіст «Чорноморських ігор 2018»[1]
- дворазовий переможець Всеукраїнської музичної олімпіади «Голос Країни»[1]